# Comunità montana Valle del Samoggia
La Comunità montana Valle del Samoggia era un Ente pubblico della Regione Emilia-Romagna composta da 6 comuni della città metropolitana di Bologna, tutti posti a ovest della città capoluogo.
Fu istituita nel 1993 fra i comuni dell'Appennino bolognese:
- Castello di Serravalle
- Monte San Pietro
- Monteveglio
- Savigno

ed i comuni pedemontani:
- Bazzano
- Crespellano

## Scioglimento della comunità montana
Nel 2008 fu emessa una delibera dalla Regione Emilia-Romagna che proponeva lo scioglimento della comunità montana e una riorganizzazione territoriale come segue:
()
.
In ottemperanza alla delibera, i 6 comuni interessati hanno dato vita in data 23 settembre 2009 all'Unione di Comuni Valle del Samoggia, che è subentrata in tutti i rapporti attivi e passivi della Comunità Montana Valle del Samoggia, la quale in pari data ha cessato di esistere.